# معادله دریک
معادله دریک (به انگلیسی: Drake equation) معادله‌ای است که از آن به منظور برآورد تعداد تمدن‌های فرازمینی قابل تشخیص در کهکشان راه شیری استفاده می‌شود. این معادله در اخترزیست‌شناسی برای جستجوی هوش فرازمینی مورد استفاده قرار می‌گیرد. فرانک دریک استاد بازنشسته نجوم و اخترفیزیک دانشگاه کالیفرنیا، سانتا کروز این معادله را ابداع نمود.

## معادله
متغیرهای معادله دریک عبارت است از:
{\displaystyle N=R^{\ast }\cdot f_{p}\cdot n_{e}\cdot f_{\ell }\cdot f_{i}\cdot f_{c}\cdot L\!}
که در آن:
N = تعداد تمدن‌های فرازمینی که می‌توانیم با آنها تماس برقرار کنیم. ;
و
R* = نرخ متوسط تشکیل ستاره‌ها در کهکشان ما.
fp = نسبتی از این ستاره‌ها را که دارای سیاره می‌باشند.
ne = تعداد متوسط سیاراتی که احتمال شکل‌گیری حیات در آنها وجود دارد و به دور هر ستاره دارای سیاره می‌چرخند.
fℓ = نسبت سیاراتی که در طول عمرشان عملاً حیات در آن شکل می‌گیرد به تعداد سیاراتی که احتمال شکل‌گیری حیات در آنها وجود دارد.
fi = نسبت سیارات دارای حیات که می‌توانند حیات هوشمند (تمدن) را دارا می‌باشند.
fc = نسبت تمدن‌های دارای فناوری با علایمی قابل دریافت در کهکشان باشند.
L = مدت زمانی که در آن تمدن‌ها قابلیت برقراری تماس را دارا می‌باشند. (طول عمر تمدن)
با وارد کردن پارامتر‌های معادله برای کهکشان راه شیری، تعداد تمدن‌های فرا زمینی برای این کهکشان حدود ۱۰۰ می‌باشد.